# Hvideruslands håndboldlandshold (herrer)
Hvideruslands håndboldlandshold for mænd er det mandlige landshold i håndbold for Hviderusland. Det repræsenterer landet i internationale håndboldturneringer. De reguleres af Hvideruslands håndboldforbund (hviderussisk: Беларуская Фэдэрацыя гандбола, tr. Belaruskaja federatsija handbola).

## Historie

### EM
De har deltaget i EM to gange. Den første gang var i 1994, hvor de efter at have vundet mod Tyskland (24-23) og Rumænien (33-24) endte på en fjerdeplads (ud af seks hold) i deres gruppe. Dette, var dog ikke nok til at komme videre, og det endte på en ottendeplads, samlet set.
Anden gang var i, 2008, hvor de endte som nr. 15 ud af 16.

### VM
I deres eneste VM, 1995, lykkedes det, dem at komme videre fra gruppespillet ved at vinde over Brasilien (34-12) og Kuwait (39-18). I ottendedelsfinalen tabte de til Tyskland med 33-26. Holdet sluttede på en 9.-plads.

## Resultater

### VM
- 1995: 9.-plads
- 2015: 18.-plads
- 2017: 11.-plads
- 2021: 17.-plads

### EM
- 1994: 8.-plads
- 2008: 15.-plads
- 2014: 12.-plads
- 2016: 10.-plads
- 2018: 10.-plads
- 2020: 10.-plads

## Trænere
- Spartak Mironovitj (Спартак Мірановіч)
- Heorhij Svirydzenka (indtil 2009) (Георгій Свірыдзенка)
- Juryj Sjawtsow (siden 2009) (Юрый Шаўцоў)

## Kendte tidligere spillere
- Aljaksandr Tutjkin (senere Rusland) (Аляксандр Тучкін)
- Andrej Klimavets (i dag Tyskland) (Андрэй Клімавец)
- Siarhei Rutenka (i dag Slovenien) (Сяргей Рутэнка)